# Wiener Teilung
Die Wiener Teilung ist eine traditionelle Methode zur Teilung von Rindfleisch. Sie wird heute in Österreich jedoch nur noch in wenigen Fällen praktiziert. Gegenüber der internationalen Methode ergeben sich fünf Teile: Die Brust wird als Ganzes abgetrennt und zerfällt in zwei Teile: in den Brustkopf und in den noch weiter unterteilbaren Frack.
Bei der heute üblichen sogenannten internationalen Teilungsmethode erfolgt die Teilung so, dass das Tier halbiert und dann oberhalb der fünften Rippe in jeweils ein Vorder- und ein Hinterviertel geteilt wird. In diesem Fall besteht das Vorderviertel aus Spitz und Schulter, das Hinterviertel aus dem Englischen Viertel, dem Schlegel oder der Keule und dem Riedhüfel.
Das richtige Teilen der verwertbaren Teile des Schlachttieres ist ein wesentlicher Bestandteil der Schlachtung von Rindern. Durch die Trennung unterschiedlicher Fleischteile und -qualitäten hat sich im Laufe der Zeit auch eine sehr spezifische Kochkultur entwickelt, die gerade in Wien einen Teil des alltäglichen Lebens darstellt.

## Einteilung des Schlachtviehs für die Gourmetküche
- Mastochsen: vier bis sechsjährig, das Fleisch ist lebhaft rot marmoriert und damit von Fett durchwachsen, rosa Knochenmark
- Almochse: Jungstier, 2,5–3 Jahre, der mindestens zwei Sommer auf einer Alm verbracht hat und nicht ausschließlich mit Mastfutter auf Gewicht gebracht wurde. Zugabe von Mastfutteranteilen in der winterlichen Stallhaltung ist üblich.
- Gemästete Stiere: zumindest 1,5 Jahre alt, kupferfarbenes Fleisch und gelbes Fett
- Gemästete nichtträchtige Kühe: 3–5 Jahre alt, dunkelrotes Fleisch mit wenig gelbem Fett

## Geschichte des Rindfleischs für die Wiener Küche
Rindfleisch gehörte im ausgehenden Mittelalter zu den billigsten Nahrungsmitteln der städtischen Bevölkerung. Der Fleischkonsum sank seit damals hin zum beginnenden 19. Jahrhundert von 100 kg pro Kopf auf circa 20 kg jährlich. Der Berliner Reiseschriftsteller Nicolai bemerkte, dass die Wiener gegenüber der Berliner Bevölkerung einen deutlich höheren Fleischkonsum hatten, weniger aber als die Londoner.
Die Versorgung der Wiener Bevölkerung mit Rindfleisch war von den politischen Umständen beeinflusst, so störten z. B. die Türkenkriege die Versorgung empfindlich. Die Fleischer wurden angehalten, die Bevölkerung ausreichend mit billigem Rindfleisch zu versorgen, wenn dies nicht möglich war, zahlte z. B. 1561 die Stadt eine Schlachtprämie, um die Fleischpreise zu stützen.
Ursprünglich wurde Rindfleisch nicht nach Sorten getrennt verkauft, sondern nur nach Gewicht. Nach einer Verordnung des Wiener Magistrats aus dem Jahre 1460 durfte Rindfleisch nur nach Gewicht verkauft werden, nur der Lungenbraten konnte getrennt verrechnet werden. Demzufolge war die sogenannte Zuwaage wesentlicher Bestandteil des Rindfleischpreises, dieses umfasste zumindest 10 % des Gekauften, und bestand aus sog. „Ingereisch“, was als „Eingeweide“ übersetzt werden kann, nicht jedoch das Gedärm. Dieses umfasste Füße, Gräb, Haubtschedl und Vozmaull. Später auch Wadschunken, dieser musste vom Kunden mitbezahlt werden. Ansonsten wären die Schlachter auf den minderwertigen Fleischteilen sitzen geblieben. So musste der Käufer der „vier vordern gueten Praten“ als Zuwaage ein Viertel „Fleckh“ (Kutteln) nehmen.
Am 21. Februar 1873 beschloss der Wiener Gemeinderat die Qualifikationstabelle der Ochsen – als „Analyse des kochbaren Ochsenthums“, wie es der Feuilletonist Friedrich Schlögl im Neues Wiener Tagblatt humoristisch beschrieb. Die bisherige Arbeit des bekannten Fleischhauers Bahl im Souterrain der Wiener Großmarkthalle: „[…] ein anachronistisches Überbleibsel lächerlich-ehrlicher Bankwissenschaft, denn der Ochse – das anspruchsloseste Thier der Schöpfung – ist nach der Gründerära endlich auf seinen wahren Werth gebracht, nach seinen wirklichen Eigenschaften taxirt und von den uneigennützigen Gelehrten unserer Approvisionirungssection bis in des kleinste Kruspeldetail abgeschätzt, qualificirt und classificirt worden.“
Damit war der Ochse nun amtlich in 22 Teile zerlegt worden, entgegen den bisherigen sechs Teilen. Dies ist erklärlich, da bisher als minderwertig geltende Teile wie zum Beispiel der Wadschunken nur als Zuwaage zu anderen hochwertigen Fleischteilen an die Kunden abgegeben wurden.

## Bedeutung von Rindfleisch in der österreichischen Küche
Die lange Tradition wurde ausführlich beschrieben, die Tradition des gekochten Rindfleischs in Wien entstammt aber erst aus der zweiten Hälfte des 19. Jahrhunderts. Es wird unter anderem darauf zurückgeführt, dass abseits vom höfischen Zeremoniell Kaiser Franz Josef I. gekochtes Rindfleisch als ständigen Bestandteil seiner Privattafel und auch als eines seiner Lieblingsgerichte bezeichnete. Das wird mehrfach in der Literatur erwähnt und fand dadurch Eingang in die Speisenfolge der „gutbürgerlichen“ Haushalte der österreich-ungarischen Monarchie.
Bis dahin wurde um die beste, oder sogar richtige Zubereitungsart, ob gekocht oder gebraten, lange Zeit sehr gestritten. Gebratenes Rindfleisch wurde u. a. als bedeutsamer bezeichnet, weil es dieses ja schon vor der Erfindung des Topfes gegeben hätte, durch das Kochen würde außerdem viel vom Inhalt des Fleisches verloren gehen. Jedoch ließen sich die Österreicher von internationaler Kritik in diesem Fall nicht beeinflussen, obschon Jean Anthèlme Brillat-Savarin in seinem 1826 erschienenen Buch La Physiologie du Goût (Die Physiologie des Geschmacks) über das gekochte Rindfleisch abschätzig urteilte:

„Die Leute vom Fach essen niemals gekochtes Rindfleisch, einmal aus Achtung vor den strengen Grundsätzen und zum anderen, weil sie vom hohen Katheder aus diese unbestreitbare Wahrheit verkündet haben: Das Suppenfleisch ist ein Fleisch ohne Saft.“

Ebenso der deutsche Autor, Politiker und Psychiater Antonius Anthus, der in Wirklichkeit Gustav P. Blumröder hieß, in seinen 1838 als Buch erschienenen Vorlesungen über Esskunst:

„Der lieben Suppe folgt nun in der Regel das liebe gesottene Rindfleisch, welchem jene ihre Existenz verdankt, ohne welche sie gar nicht auf der Welt wäre. Und dieses ab- und ausgekochte, saft- und kraftlose Fasergewebe, welches schon als Mittel zu einem andern Zweck gedient, dieses Caput mortuum, dieser schnöde Abhub, dieses bereits verbrauchte Ueberbleibsel, dieser Alteweibersommer gilt als eine Speise!“

Freundlicher äußerte sich der französische Küchenchef Antoine Carême: „Rindfleisch ist die Seele der guten Küche“, was wiederum Joseph Wechsberg zur Schlussfolgerung brachte: „Gekochtes Rindfleisch ist die Seele der Wiener Küche.“
Aus all dem entstand in Wien eine Gasthaustradition, in der man verschiedenerorts mehr als 24 unterschiedliche Rindfleischgerichte serviert. Aber nicht nur das Angebot war und ist groß, auch die Sachkenntnis der Wiener Gasthausbesucher wird in manchen Etablissements mit großem Ernst zelebriert.

## Qualitätseinteilung in Österreich
- 1. Qualität: Lungenbraten, Beiried, Ried, Hüferschwanzel, weißes Scherzel, schwarzes Scherzel (Ortsschwanzel und geschnattes Schwanzel).
- 2. Qualität: Schulterschwanzel, Schulterscherzel, Spitz (alle Gattungen), Rieddeckel.
- 3. Qualität: Riedhüfel, Zwergried, Brustkern, Zapfen, Kügerl- und Meiselfleisch.
- 4. Qualität: Kron- oder Bauchfleisch, Kamm, Stichlappen, Tristel, Ohrwangel, Bibergoschen, Bratzel, Wadschunken, Bugschnitzel, dicker und dünner Ochsenschlepp.

## Die österreichische Teilung
Die nachfolgende Darstellung folgt der erweiterten traditionellen Wiener Teilung.

### Vorderviertel
Das Vorderviertel besteht aus dem Spitz und der Schulter. In Wien wird dieser Teil auch als Bug bezeichnet, schweizerisch spricht man von der Laffe. Dieses unterteilt sich in:

#### Spitz
- Tristel, auch Drüstel oder Vorderes Ausgelöstes genannt. Es ist ein grobfasriges, fettarmes  Fleisch, welches zu Kleingerichten verwendet wird. Der Ursprung des Wortes geht, auf Droß, Droßel, mittelhochdeutsch drüzzel, Schlund oder Kehle zurück.
- Der Rindskamm, der oberste Teil, der kräftig und fettdurchwachsen meistens gepökelt oder geräuchert wird.
- Das hintere Ausgelöste, dieser Teil reicht vom Tristel bis zum Rostbratenried. Es ist ein marmoriertes, sehr saftiges Fleisch, das vorwiegend zum Dünsten verwendet wird. Bei diesem Teil ist auch das ungenießbare sogenannte Bein- oder Haarwachs dabei.
- Der Spitz teilt sich auf in den Gnackspitz (Genick…), den dicken Spitz oder auch Rippenspitz genannt (das ist der mittlere, bis zur fünften Rippe liegende Teil) und den Kruspelspitz (Kruspel = Knorpel), der „verborgen“ unter der Schulter sitzt. Der Kavalierspitz liegt direkt darunter. Dazu kommt noch im unteren Teil der dünne Spitz (von der sechsten bis zur achten Rippe). Allen gemeinsam ist, dass es sich dabei um grobfaseriges, saftiges, gut aufquellendes Siedefleisch handelt, nur der Kruspelspitz ist von einem Knorpel durchzogen.
- Die Rindsbrust besteht aus dem Brustspitz oder dem Brustkern (dem besten Stück der Brust), sowie dem dicken, mittleren und dünnen Kügerl. Brustspitz und Dickes Kügerl bilden ein kerniges, von Fett umgebenes, jedoch nicht durchzogenes Siedefleisch, erfordern aber längeres Kochen.

Bestandteile des Vorderen Viertels sind zusätzlich:
- Das Kronfleisch, das an der Innenseite der Rippen angewachsene Fleisch (Teil des Zwerchfells).
- Der Frack ist ein Fleischstück bestehend aus Bauchfleisch und Bauchlapperl, das auch Teil des Bruckfleisches ist.
- Das Stichfleisch befindet sich am unteren Teil des Halses.
- Das Ohrwangerl, davon gibt es das dicke und das dünne.
- Der Ochsengaumen oder auch Ochsenmaul oder Gam genannt, wird für die Herstellung des Ochsenmaulsalates verwendet.
- Das Flotzmaul, auch Bibergoschn genannt, ist der essbare Teil des Maules.
- Die Rindszunge wird meist geräuchert oder gepökelt gekocht.

#### Schulter
- Oberhalb der Schulter heißt der äußere Teil über dem Rostbratenried Rieddeckel oder Zwerchried, das als Suppenfleisch und zum Dünsten Verwendung findet.
- Das magere Meisel, vom lateinischen Wort musculus (Muskel) abgeleitet, ist ein kleinerer, leicht teilbarer Muskelteil. Anatomisch handelt es sich um den Musculus supraspinatus.
- Der Kavalierspitz ist ein sehr saftiges Gustostück, das beim Dünsten die Form behält.
- Darunter liegt das sehr kleine, nur 500 g wiegende, selten gesondert ausgelöste Gratfleisch.
- Das fette Meisel ist ein größeres, das magere Meisel überdeckendes Stück, das längerer Garzeit wegen als Gulaschfleisch Verwendung findet.
- Das saftige, eher sehnige Schulterscherzel wird als Siede- oder Gulaschfleisch verarbeitet. Anatomisch handelt es sich um den Musculus infraspinatus.
- Die dicke Schulter, der Hauptteil der Schulter, eignet sich zum Sieden und Dünsten. Anatomisch handelt es sich um den Musculus triceps brachii.
- Der vordere Wadschinken, das Bugschnitzel und vordere Pratzel bewähren sich der Saftigkeit und sehnigen Anteile wegen bei der Herstellung von Gulasch.
- Das Ludel unklarer Wortherkunft ist ein am Schenkelknochen anliegender, meist nicht gesondert ausgelöster, zum Sieden und Dünsten gut geeigneter Muskel.

### Die Brust
Die Brust besteht aus
- dem Brustkern oder Brustkopf und dem

Frack, der aus
- dem dicken Kügerl,
- dem mittleren Kügerl,
- dem dünnen Kügerl und
- dem Bauchfleisch

besteht.
Die Trennung der Brust als fünfter Teil ist der wesentlichste Unterschied der Wiener gegenüber der internationalen Teilung. Brustkern und Kügerl ergeben ein gutes Fleisch zum Sieden und Dünsten der dritten Qualitätsstufe, wobei das Bauchfleisch eher als Bruckfleisch Verwendung findet.

### Hinterviertel
Das Hinterviertel besteht aus dem sogenannten Englischen, dem Knöpfel (Schlegel oder Keule) und dem Riedhüfel. In Wien wird der hintere Teil auch Diech (Diach, mhd. für Oberschenkel von Mensch und Tier) genannt.

#### Stutzen
Als Stutzen bzw. Pistole bezeichnet man ein zusammenhängendes Fleischstück von Englischem und Knöpfel.

#### Englischer
Unter Englischer oder Englisches Viertel versteht man nach der Längsteilung den halben Rücken vom 7. Brustwirbel bis 6. Lendenwirbel (Schulterhöhe bis zum Schwanzansatz). Seine Bestandteile sind:
- der Lungenbraten (Rindsfilet)
- die Beiried (Roastbeefstück), Rücken vom 1.–6. Lendenwirbel
- das Ried (Rippenstück), Hochrippe und vorderes Roastbeef
- der Rostbraten (Hohes Beiried, Rostbratenried)

#### Das Knöpfel (Schlögel oder Keule)
Das Knöpfel besteht aus dem Ober- und Unterschenkel inklusive Becken und Kreuzbein. Die Trennung erfolgt zwischen dem 6. Lendenwirbel und dem Kreuzbein.
Bezeichnungen für verschiedene Zuschnitte sind:
- der Schale (Ortschwanzel)
- dem Schalblattel (in Wien Fledermaus genannt)
- dem Zapfen
- dem Hieferschwanzel (Rose)
- dem Hieferscherzel
- dem Tafelspitz
- dem Tafelstück
- dem G’stutzten, auch schwarzes Scherzel genannt
- dem weißen Scherzel
- dem Gschnatter, oder dem sogenannten Anschnitt
- dem hinteren Wadschinken (in Wien auch Wadschunken genannt)
- dem Bratzel, der vordere Teil sowie
- dem dicken und dem dünnen Ochsenschlepp

#### Das Riedhüfel
Das Riedhüfel besteht aus:
- dem Zwerchried oder Rippenfleisch
- dem Riedhüfel, auch Schlemmried genannt

### Bruckfleisch
→ Siehe auch: Bruckfleisch (gleichnamiges traditionelles Gericht der österreichischen bzw. Wiener Küche)
Der Name kommt vom Wort Schlag- oder Schlachtbrücke und bezeichnet billiges, minderwertigeres Fleisch, das vielfach mit den Innereien nicht in den Handel kam, sondern direkt als Frischfleisch im Schlachthof an die Käufer abgegeben wurde. Zum Bruckfleisch gehören das Kronfleisch, der Frack und das Stichfleisch. Es umfasst auch Herz, Lunge, Leber, Bries und Lichteln (Herzröhren, Aorta).